# Eric Hughes
Eric Hughes Guevara (La Chorrera, 11 de julio de 1986) es un futbolista panameño. Juega en la posición de portero. Actualmente milita en el Herrera FC de la  Primera División de Panamá.

## Selección nacional
Fue convocado a la selección sub-20 por Víctor Mendieta en 2005 con 18 años.
Fue convocado por primera vez a la selección mayor por Julio César Dely Valdés, para la Copa Centroamericana 2011 estando de suplente contra las selecciones de Belice, Costa Rica y El Salvador. Reaparece en el año 2016 cuando el DT colombiano Bolillo Gómez lo convoca la Copa América y luego en 2017 para dos partidos amistosos en los que no jugó.

## Clubes
| Club            | País     | Año       | Partidos |
| --------------- | -------- | --------- | -------- |
| San Francisco   | Panamá   | 2009-2013 | 74       |
| Tauro           | Panamá   | 2013-2015 | 20       |
| CAI La Chorrera | Panamá   | 2015-2016 | 17       |
| Plaza Amador    | Panamá   | 2016-2018 | 86       |
| Real Cartagena  | Colombia | 2018      | 17       |
| Plaza Amador    | Panamá   | 2019      | 12       |
| Juticalpa F. C. | Honduras | 2019      | 10       |
| San Francisco   | Panamá   | 2020      | 15       |
| Tauro           | Panamá   | 2021-2023 | 82       |
| Herrera FC      | Panamá   | 2024-act. | 5        |

## Palmarés
| Título            | Club                | País   | Año  |
| ----------------- | ------------------- | ------ | ---- |
| LPF Clausura 2011 | San Francisco F. C. | Panamá | 2011 |
| LPF Clausura 2016 | C. D. Plaza Amador  | Panamá | 2016 |
| LPF Clausura 2021 | Tauro F. C.         | Panamá | 2021 |